# Ман, Вальтер Уго
Вальтер Уго Ман (настоящее имя Вальтер Уго Лемуш, порт. valter hugo mãe, Valter Hugo Lemos; род. 25 сентября 1971, Сауримо, Ангола) — португальский писатель.

## Биография
Вырос в Пасуш-ди-Феррейра, затем переехал в Вила-ду-Конди. Окончил юридический факультет, затем специализировался по новейшей и современной португальской литературе. Первую книгу стихов выпустил в 1996, славу ему принес роман Сожаление Балтазара Сарапиана (2006); Жозе Сарамагу, вручая книге свою премию, сравнил роман с цунами, ворвавшимся в португальскую словесность. Писатель выпустил несколько антологий поэзии и детективной новеллы, книг для детей. Выступает также как художник и музыкант.

## Произведения

### Стихи
- silencioso corpo de fuga. A Mar Arte. Coimbra: 1996.
- o sol pôs-se calmo sem me acordar. A Mar Arte. Coimbra; 1997.
- entorno a casa sobre a cabeça. Silêncio da Gaveta Edições. Vila do Conde: 1999.
- egon schielle auto-retrato de dupla encarnação. Associação dos Jornalistas e Homens de Letras do Porto. Porto: 1999.
- estou escondido na cor amarga do fim da tarde. Campo das Letras. Porto: 2000.
- três minutos antes de a maré encher. Quasi Edições. V.N. Famalicão: 2000.
- a cobrição das filhas. Quasi Edições. V.N. Famalicão: 2001.
- útero. Quasi Edições. V.N. Famalicão: 2003.
- o resto da minha alegria seguido de a remoção das almas. Cadernos do Campo Alegre. Porto: 2003.
- книга проклятий/ livro de maldições. Objecto Cardíaco. Vila do Conde: 2006.
- порнография для эрудитов/ pornografia erudita. Edições Cosmorama. Maia: 2007.
- bruno. Littera Libros. Badajoz (Espanha): 2007.
- интимный фольклор/ folclore íntimo: poesia reunida. Edições Cosmorama. Maia: 2008.
- contabilidade: poesia 1996—2010. Objectiva (Alfaguara). Lisboa: 2010.

### Романы
- наше царство/ o nosso reino. Temas e Debates. Lisboa: 2004
- сожаление балтазара сарапиана/ o remorso de baltazar serapião. QuidNovi. Porto: 2006 (премия Жозе Сарамагу)
- апокалипсис для трудящихся/ o apocalipse dos trabalhadores. QuidNovi. Porto: 2008
- a máquina de fazer espanhóis. Objectiva (Alfaguara). Lisboa: 2010 (нем. пер. 2013)
- сын тысячи отцов/ o filho de mil homens. Objectiva (Alfaguara). Lisboa: 2011

## Признание
Премия Алмейды Гаррета (1999).